# Dicranella elata
Dicranella elata är en bladmossart som beskrevs av W. P. Schimper och Mitten 1869. Dicranella elata ingår i släktet jordmossor, och familjen Dicranaceae. Inga underarter finns listade i Catalogue of Life.